# Simon Cantheras ben Boëthus
Simon Cantheras ben Boëthus was hogepriester in de Joodse tempel in Jeruzalem van 41 na Chr. tot 43 na Chr.
Hij droeg dezelfde naam als zijn vader, Simon ben Boëthus, die eerder het ambt van hogepriester had vervuld, maar om verwarring te voorkomen duidde men hem ook wel met zijn bijnaam Cantheras aan. De aanleiding voor zijn benoeming als hogepriester was de aanstelling van Herodes Agrippa I als vazalkoning over het gehele Joodse land. Daarbij speelde mee dat Simon, anders dan zijn voorganger, stamde uit de familie van de Oniaden, die reeds vóór de tijd van de Makkabeeën het hogepriesterschap had bezeten. Op deze wijze hoopte Agrippa de publieke opinie ten aanzien zichzelf positief te beïnvloeden (eerdere koningen uit de Herodiaanse dynastie waren niet erg populair geweest).
Nadat Simon twee jaar het hogepriesterschap had bekleed, kwam Agrippa echter tot de conclusie dat hij minder geschikt was voor het ambt dan zijn voorgangers. Daarom probeerde hij Jonathan ben Ananus opnieuw tot hogepriester te benoemen. Deze bedankte echter beleefd voor de eer en droeg zijn broer Matthias voor als geschikte kandidaat. Agrippa stemde hiermee in en benoemde Matthias als nieuwe hogepriester (43 na Chr.).